# Arade
 (novembre 2024).
Si vous disposez d'ouvrages ou d'articles de référence ou si vous connaissez des sites web de qualité traitant du thème abordé ici, merci de compléter l'article en donnant les références utiles à sa vérifiabilité et en les liant à la section « Notes et références ».
L'Arade est un fleuve de la région de l'Algarve au Portugal.

## Géographie
L'Arade prend source dans la Serra do Caldeirão (pt) et traverse la ville de Silves puis se jette dans l'océan Atlantique à Portimão.

## Galerie

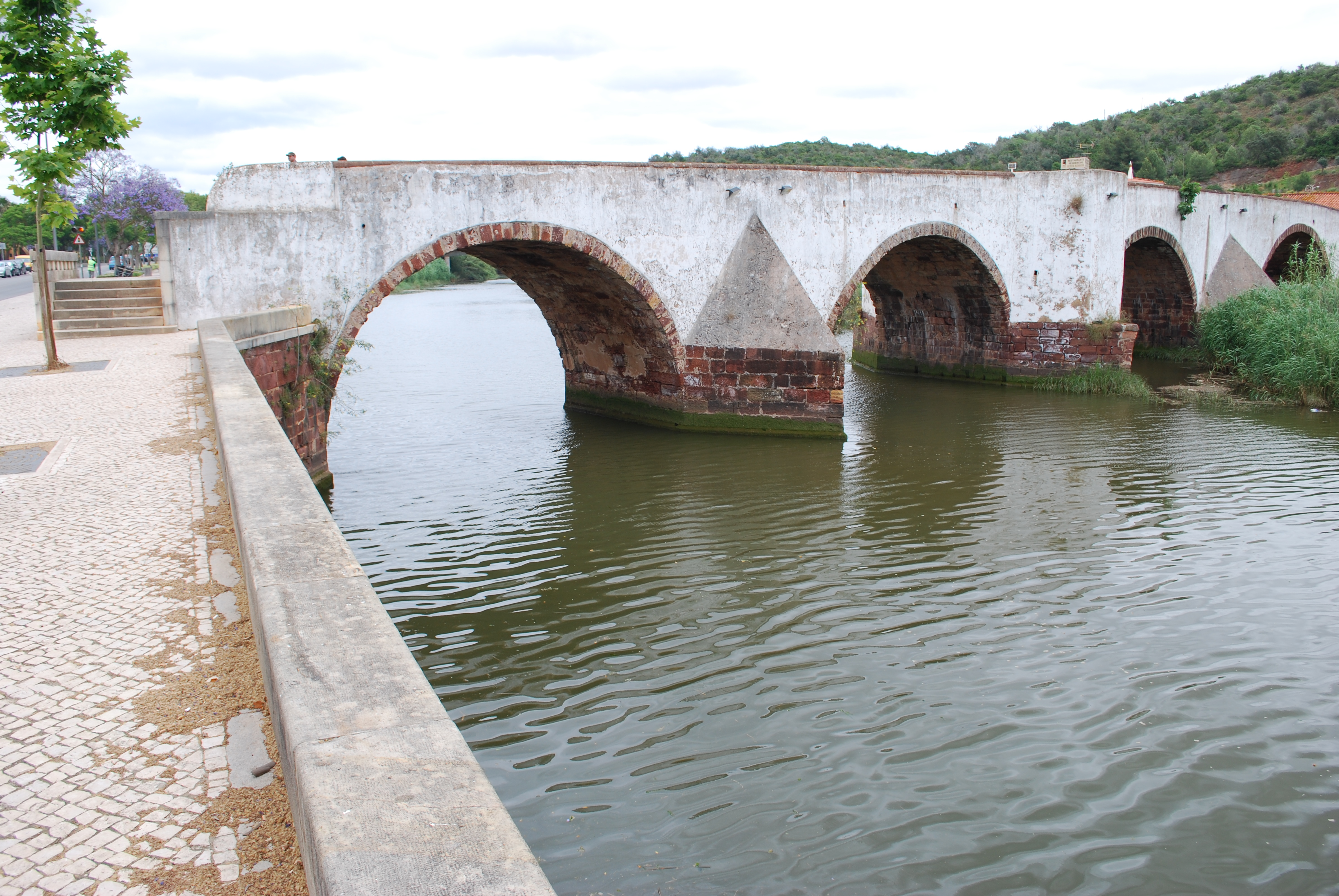
Pont de Silves (pt) sur l'Arade.
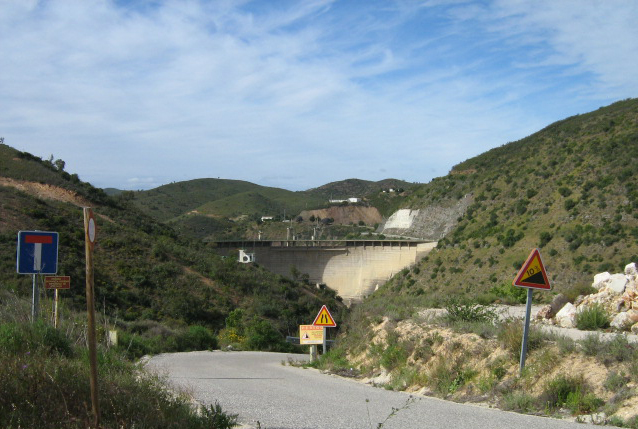
Barrage de Funcho sur l'Arade au nord de Silves.